# Турнир Рио — Сан-Паулу 1993
Двадцать первый розыгрыш турнира Рио — Сан-Паулу был проведён в 1993 году. Турнир был воссоздан спустя 27 лет с момента последнего розыгрыша. Участниками стали восемь команд, по четыре от штатов Сан-Паулу и Рио-де-Жанейро. Команды были разделены по две группы, в каждой из которых было по два представителя от обоих штатов. Каждая команда играла с каждой два матча, «дома» и «в гостях». Победители групп выходили в финал, который проводился по двух матчевой системе. Победителем соревнования стал «Палмейрас».

## Игры группы «А»
| Дата         | Команда 1           | Счёт | Команда 2           |
| ------------ | ------------------- | ---- | ------------------- |
| 23 июня 1993 | Португеза Деспортос | 1:2  | Коринтианс          |
| 26 июня 1993 | Васко да Гама       | 1:1  | Ботафого            |
| 7 июля 1993  | Ботафого            | 0:1  | Коринтианс          |
| 7 июля 1993  | Васко да Гама       | 0:2  | Португеза Деспортос |
| 10 июля 1993 | Португеза Деспортос | 2:1  | Ботафого            |
| 11 июля 1993 | Коринтианс          | 4:3  | Васко да Гама       |
| 14 июля 1993 | Коринтианс          | 2:0  | Португеза Деспортос |
| 14 июля 1993 | Ботафого            | 1:2  | Васко да Гама       |
| 21 июля 1993 | Португеза Деспортос | 2:2  | Васко да Гама       |
| 24 июля 1993 | Коринтианс          | 2:2  | Ботафого            |
| 28 июля 1993 | Васко да Гама       | 3:4  | Коринтианс          |
| 28 июля 1993 | Ботафого            | 2:0  | Португеза Деспортос |

## Игры группы «В»
| Дата         | Команда 1  | Счёт | Команда 2  |
| ------------ | ---------- | ---- | ---------- |
| 23 июня 1993 | Фламенго   | 1:1  | Флуминенсе |
| 26 июня 1993 | Сантос     | 3:1  | Флуминенсе |
| 3 июля 1993  | Палмейрас  | 1:1  | Фламенго   |
| 7 июля 1993  | Сантос     | 2:0  | Палмейрас  |
| 10 июля 1993 | Фламенго   | 3:0  | Сантос     |
| 11 июля 1993 | Флуминенсе | 0:3  | Палмейрас  |
| 14 июля 1993 | Флуминенсе | 3:2  | Фламенго   |
| 17 июля 1993 | Палмейрас  | 3:0  | Сантос     |
| 20 июля 1993 | Флуминенсе | 1:1  | Сантос     |
| 24 июля 1993 | Фламенго   | 3:1  | Палмейрас  |
| 28 июля 1993 | Сантос     | 4:3  | Фламенго   |
| 29 июля 1993 | Палмейрас  | 2:0  | Флуминенсе |

## Турнирная таблица группы «А»
| Итоговая таблица группы «А» Турнира Рио — Сан-Паулу 1993 | Итоговая таблица группы «А» Турнира Рио — Сан-Паулу 1993 | Итоговая таблица группы «А» Турнира Рио — Сан-Паулу 1993 | Итоговая таблица группы «А» Турнира Рио — Сан-Паулу 1993 | Итоговая таблица группы «А» Турнира Рио — Сан-Паулу 1993 | Итоговая таблица группы «А» Турнира Рио — Сан-Паулу 1993 | Итоговая таблица группы «А» Турнира Рио — Сан-Паулу 1993 | Итоговая таблица группы «А» Турнира Рио — Сан-Паулу 1993 | Итоговая таблица группы «А» Турнира Рио — Сан-Паулу 1993 | Итоговая таблица группы «А» Турнира Рио — Сан-Паулу 1993 |
| Позиция                                                  | Команда                                                  | Матчи                                                    | Победы                                                   | Ничьи                                                    | Поражения                                                | Забито                                                   | Пропущено                                                | Разница голов                                            | Очки                                                     |
| -------------------------------------------------------- | -------------------------------------------------------- | -------------------------------------------------------- | -------------------------------------------------------- | -------------------------------------------------------- | -------------------------------------------------------- | -------------------------------------------------------- | -------------------------------------------------------- | -------------------------------------------------------- | -------------------------------------------------------- |
| 1                                                        | Коринтианс                                               | 6                                                        | 5                                                        | 1                                                        | 0                                                        | 15                                                       | 9                                                        | +6                                                       | 11                                                       |
| 2                                                        | Португеза Деспортос                                      | 6                                                        | 2                                                        | 1                                                        | 3                                                        | 7                                                        | 9                                                        | -2                                                       | 5                                                        |
| 3                                                        | Ботафого                                                 | 6                                                        | 1                                                        | 2                                                        | 3                                                        | 7                                                        | 8                                                        | -1                                                       | 4                                                        |
| 3                                                        | Васко да Гама                                            | 6                                                        | 1                                                        | 2                                                        | 3                                                        | 11                                                       | 14                                                       | -3                                                       | 4                                                        |

## Турнирная таблица группы «B»
| Итоговая таблица группы «B» Турнира Рио — Сан-Паулу 1993 | Итоговая таблица группы «B» Турнира Рио — Сан-Паулу 1993 | Итоговая таблица группы «B» Турнира Рио — Сан-Паулу 1993 | Итоговая таблица группы «B» Турнира Рио — Сан-Паулу 1993 | Итоговая таблица группы «B» Турнира Рио — Сан-Паулу 1993 | Итоговая таблица группы «B» Турнира Рио — Сан-Паулу 1993 | Итоговая таблица группы «B» Турнира Рио — Сан-Паулу 1993 | Итоговая таблица группы «B» Турнира Рио — Сан-Паулу 1993 | Итоговая таблица группы «B» Турнира Рио — Сан-Паулу 1993 | Итоговая таблица группы «B» Турнира Рио — Сан-Паулу 1993 |
| Позиция                                                  | Команда                                                  | Матчи                                                    | Победы                                                   | Ничьи                                                    | Поражения                                                | Забито                                                   | Пропущено                                                | Разница голов                                            | Очки                                                     |
| -------------------------------------------------------- | -------------------------------------------------------- | -------------------------------------------------------- | -------------------------------------------------------- | -------------------------------------------------------- | -------------------------------------------------------- | -------------------------------------------------------- | -------------------------------------------------------- | -------------------------------------------------------- | -------------------------------------------------------- |
| 1                                                        | Палмейрас                                                | 6                                                        | 3                                                        | 1                                                        | 2                                                        | 10                                                       | 6                                                        | +4                                                       | 7                                                        |
| 2                                                        | Сантос                                                   | 6                                                        | 3                                                        | 1                                                        | 2                                                        | 10                                                       | 11                                                       | -1                                                       | 7                                                        |
| 3                                                        | Фламенго                                                 | 6                                                        | 2                                                        | 2                                                        | 2                                                        | 13                                                       | 10                                                       | +3                                                       | 6                                                        |
| 4                                                        | Флуминенсе                                               | 6                                                        | 1                                                        | 2                                                        | 3                                                        | 6                                                        | 12                                                       | -6                                                       | 4                                                        |

## Финал
4 августа
| Палмейрас   | 2:0 (2:0) | Коринтианс | Пакаэмбу, Сан-Паулу Зрители: 18 719 Судья: Дионисио Роберто Домингос |
| Эдмундо 27' |           |            | Пакаэмбу, Сан-Паулу Зрители: 18 719 Судья: Дионисио Роберто Домингос |
| Эдмундо 29' |           |            |                                                                      |

1. ↑  По другой версии Эдмундо забил второй гол на 74 минуте встречи

8 августа
| Коринтианс | 0:0 (0:0) | Палмейрас | Пакаэмбу, Сан-Паулу Зрители: 28 363 Судья: Марсио Резенде |

## Лучшие бомбардиры
| Место | Игрок                 | Клуб                | Голы |
| ----- | --------------------- | ------------------- | ---- |
| 1     | Ренато Гаушо          | Фламенго            | 6    |
| 2     | Валбер                | Коринтианс          | 5    |
| 3     | Бентиньо              | Португеза Деспортос | 4    |
| 3     | Марсело Луис Пиментел | Васко да Гама       | 4    |
| 5     | Дарси                 | Сантос              | 3    |
| 5     | Эдмундо               | Палмейрас           | 3    |
| 5     | Лето                  | Коринтианс          | 3    |
| 5     | Нейзиньо              | Сантос              | 3    |